# مجلس التخطيط العام المحلي
مجالس التخطيط العام المحلية أو المجالس المحلية للتخطيط العام أو Consejos Locales de Planificación Pública (CLPP)، عبارة عن مؤسسات تابعة لـ الحكم المحلي بـ فنزويلا أنشئت بموجب دستور فنزويلا لعام 1999. وتعد تلك المجالس تقسيمًا فرعيًا من الحكومة البلدية والتي تتبع الحكم المركزي. وتنقسم البلديات البالغ عددها 335 داخل الدولة إلى 1084 دائرة مدنية. تعمل هذه المجالس بمثابة أنشطة تهدف إلى تحقيق المراقبة المجتمعية على الخدمات والموارد المحلية. وحيث إن عمل الحكومة قائم على أساس الأغلبية، فتتسبب الائتلافات التي تترتب على ذلك في إعاقة الأداء الفعال للعملية.

## معلومات تاريخية

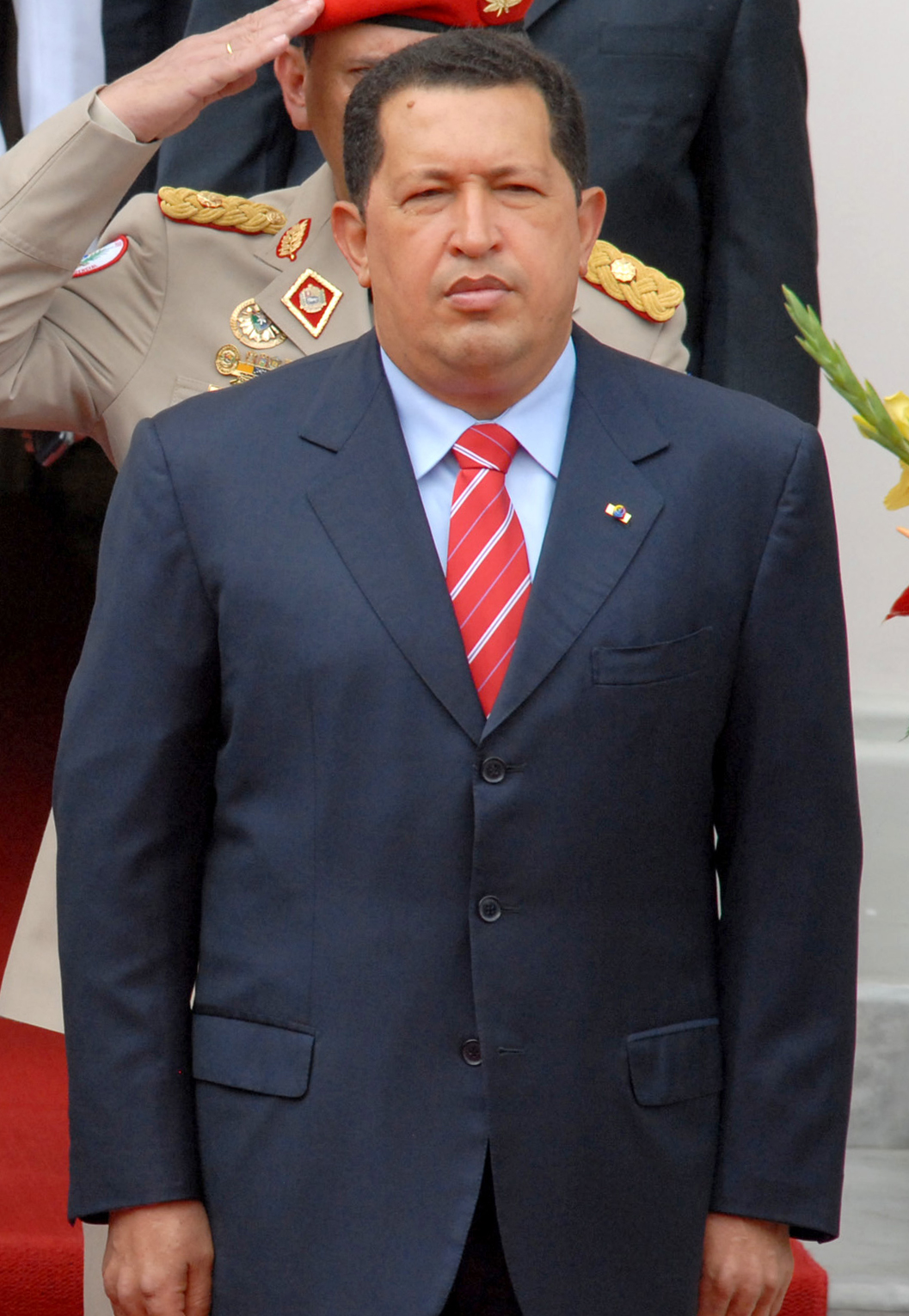
الرئيس الفنزويلي هوغو تشافيز، الذي قام بسن الدستور الجديد الذي أتاح إمكانية إنشاء مجالس التخطيط العام المحلية.

أدت فنزويلا المستعمرة إلى إنشاء 23 ولاية فنزويلية من رحم المقاطعات المستعمرة. ومنذ حصولها على الاستقلال عام 1821، تم دمج مجموعة متنوعة من الولايات، ثم في أواخر تسعينيات القرن العشرين بلغت ثلاث ولايات منها الذروة في عمليات التوسع. وأدت الحرب الاتحادية 1859-1863 التي نشأت بين المحافظين والليبراليين إلى إنشاء دولة اتحادية فضلًا عن أنها أعاقت عملية تداول السلطات نتيجة لوجود الزعيم العسكري على رأس السلطة والذي أعقب حالة الحرب. وفي سياق متصل، أدى المرسوم الرئاسي 1969 إلى تجمع هذه الولايات في 10 أقاليم إدارية ثم المزيد من دمج سلطة الحكومة الفيدرالية.
إلى جانب فنزويلا التي كانت في ظل حكومة هوغو تشافيز، أشار الرئيس البرازيلي لويس إيناسيو لولا دا سيلفا كذلك إلى الحاجة إلى تغيير النظام الذي يهيمن عليه النخبة من خلال تسليط الضوء على الترابط بين المجالات الاجتماعية والسياسية. وفي الحالة الأخيرة، أدى ذلك إلى تخصيص «ميزانية تشاركية» تسمح بزيادة المشاركة المدنية لتخصيص موارد الحكومة المحلية. ومع ذلك، في فنزويلا تضمن ذلك خطوة إضافية لتوفير الأدوات اللازمة للمشاركة المدنية وقدرتها على التأثير في عملية اتخاذ القرارات الخاصة بضمان الرفاهية الاقتصادية والاجتماعية اليومية كـ الديمقراطية التشاركية لمعالجة حالة الإقصاء الاجتماعي من خلال زيادة المساءلة وتوجيه المزيد من الموارد للتمثيل المباشر.

## الأهداف
تكمن الفكرة من إنشاء مجلس تخطيط عام محلي في مواجهة حالة الفقر النظامية السائدة التي لم تتغير على الرغم من حالة الديمقراطية التي تشهدها جميع أنحاء القارة. ويسعى هذا المجلس للحفاظ على آلية شاملة لـ المجتمع المدني ونشر الثقافة السياسية النشطة وتعزيز فرص المشاركة السياسية.